# 에르빈 폰 비츨레벤
 욥 빌헬름 게오르크 에르트만 에르빈 폰 비츨레벤(Job Wilhelm Georg Erdmann Erwin von Witzleben, 1881년 12월 4일 ~ 1944년 8월 8일) 은 독일의 육군 장교이자, 제2차 세계 대전의 독일군 사령관으로, 7월 20일 음모의 공모자이다. 1940년에 원수(Generalfeldmarschall)가 되었다.

## 영화
- 작전명 발키리

## 같이 보기
- 슈타우펜베르크
- 루트비히 베크
- 히틀러 암살미수 사건